# أوسكار أوليو
أوسكار أوليو (بالفرنسية: Oscar Olou)‏ (16 نوفمبر 1987 في بنين - ) هو لاعب كرة قدم بنيني في مركز الوسط. شارك مع منتخب بنين لكرة القدم. أما مع النوادي، فقد لعب مع سيوي سبورت دي سان بيدرو ونادي روان وSO Romorantin ‏ ونادي موغاز 90 ‏.

## وصلات خارجية
- أوسكار أوليو على موقع الاتحاد الدولي (مؤرشف)  (الإنجليزية)
- أوسكار أوليو على موقع قاعدة بيانات كرة القدم.إي يو (الإنجليزية)
- أوسكار أوليو على موقع ناشيونال فوتبول تيمز (الإنجليزية)
- أوسكار أوليو على موقع Soccerway.com (الإنجليزية)